# Lydia Millet
Pour les articles homonymes, voir Millet.
Œuvres principales
- Ma vie, ma vie magnifique
- Magnificence

Lydia Millet, née le 5 décembre 1968 à Boston dans le Massachusetts, est une écrivaine américaine.

## Œuvres

### Romans
- (en) Omnivores, 1996
- (en) George Bush, Dark Prince of Love: A Presidential Romance, 2000
- Ma vie, ma vie magnifique, Autrement, 2008 ((en) My Happy Life, 2002)
- Le cœur est un noyau candide, Le Cherche midi, 2009 ((en) Oh Pure and Radiant Heart, 2005)
- (en) Everyone's Pretty, 2005
- Comment rêvent les morts, Le Cherche midi, 2011 ((en) How the Dead Dream, 2008)
- Lumières fantômes, Le Cherche midi, 2013 ((en) Ghost Lights, 2011)
- Magnificence, Le Cherche midi, 2016 ((en) Magnificence, 2012)
- (en) Mermaids in Paradise, 2014
- (en) Sweet Lamb of Heaven, 2016
- Nous vivions dans un pays d'été, Les Escales, 2021 ( A Children's Bible, 2020)

### Recueils de nouvelles
- (en) Love in Infant Monkeys, 2009
- (en) Fight No More, 2018